# 歯擦音
歯擦音（しさつおん、英語: Sibilant）とは、摩擦音の一種で、舌を使って狭めを作ることによって速い気流を生じさせ、その気流を歯の裏などに当てることによって強い噪音を発するものをいう。歯を使う摩擦音であっても上記の定義に合致しない [θ]・[ð] は歯擦音ではない。なお英語のsibilantは「シューという噪音を出す音」という意味であり、歯の意味はない。

## スー音とシュー音
歯擦音の中でも、[s]・[z] はもっとも強く高い音がする。これをスー音（hissing sound）と呼び、それ以外の歯擦音（[ʃ]・[ʒ]・[ʂ]・[ʐ]・[ɕ]・[ʑ]）をシュー音（hushing sound）と呼ぶことがある。

## 国際音声記号
国際音声記号で単独の記号が用意されている歯擦音は以下の通り。
- [s] - 無声歯茎摩擦音
- [z] - 有声歯茎摩擦音
- [ʂ] - 無声そり舌摩擦音
- [ʐ] - 有声そり舌摩擦音
- [ɕ] - 無声歯茎硬口蓋摩擦音
- [ʑ] - 有声歯茎硬口蓋摩擦音
- [ʃ] - 無声後部歯茎摩擦音
- [ʒ] - 有声後部歯茎摩擦音

[s̪][z̪]（歯音）や[s̺][z̺]（舌尖音）のように、補助記号を加えることで、より細かな表現もできる。